# Гомельське староство
Гомельське староство (пол. Starostwo Homelskie, біл. Гомельскае староства) — адміністративна одиниця у складі Річицького повіту Мінського воєводства Великого князівства Литовського, провінції Речі Посполитої. Центром Гомельського староства було містечко Гомель.

## Історія
- У 1535 р. — заснував Гомельське староство великий князь Великого князівства Литовського Сигізмунд I Старий.
- У 1541 р. — згаданий в документах ВКЛ замок «Гомей» (містечко Гомель)[1].
- У 1560 р. — центр староства Гомель отримав особистий герб.
- З 1565 р. — у складі Річицького повіту Мінського воєводства. 32 селища під керівництво «дзєржавця». Окремими селищами володіли місцеві бояри та шляхта. Селище Пляса належало гомельскій Троїцькій церкві, а селище Слєпка було дароване Віленському костелу св. Станіслава й увійшло до складу його маєтку Стрешин.
- У 1569 р. — на підставі Люблінської унії між Великим князівством Литовським і Польщею увійшло до складу новоутвореної федеративної держави Річ Посполита.
- У 1572 р. — Гомельське староство перейшло у власність Б. Сапєги.
- У 1640 р. — у Гомельське староство входило 40 селищ із 202 домами. Воно мало дорогу до Рогачева.
- У 1654–1667 рр.. — розруха, бунт і війна через вторгнення козаків під командуванням Золотаренко І. Н. і його брата Золотаренко В. Н.[2].
- На початку 1690 р. — судовий процес про земельні кордони. Спірна справа вищого «трибунального» суду ВКЛ. Король Ян Собеський призначив комісію, на чолі якої став його секретар Петро Міхал Полтев (Piotr Michal Polttiew) для розмежування Гомельського староства і маєтку Хальч шляхтичів Халецьких.
- У 1772 р. — Гомельське староство припинило юридичне існування після першого поділу Речі Посполитої — територія увійшла до складу Російської імперії. Адміністративний поділ староства було ліквідовано — сформований Гомельський повіт (1773–1777 рр.).
- У 1775 р. — землі колишнього Гомельського староства Катерина II подарувала у вічне спадкове володіння генерал-фельдмаршалові князю П. О. Румянцеву-Задунайському.
- У 1834–1838 рр. — землі колишнього Гомельського староства і місто Гомель придбав генерал-фельдмаршал князь Варшавський І. Ф. Паскевич-Еріванський.

## Адміністративний поділ
У 1765 р. згідно Люстрації староство поділялося на війтівства, двори села (пол. wieś), звані ще як «дими», «держави» (пол. dzierżawy) і маєтки:
- м. Гомель;
- слобода Спасова;
- волость Засожска (за р. Сож) — село (весь Логуновка, с. Шунь, с. Крупець Новий, с. Крупець Старий, с. Корма, с. Городня, с. Камінь, с. Хороша, с. Перерост, с. Василівка, с. Барщовка, с. Поповка, с. Завідовка, с. Юрковичі Старі, с. Юрковичі Нові, с. Веселовка, с. Усох, с. Березня, с. Миколаївка, с. Нивки, с. Дубровка, с. Дрофеевка, с. Цереховка, с. Івакі Старі, с. Івакі Нові; с. Уць, с. Глибоцька, с. Марковичі, с. Кравцовка, с. Студзена Вода, с. Логуни Старі, Жабніца, Пяшчна, с. Барановка, с. Климівка, с. Пжібиткі;
- волость Заіпуцка — с. Добруш, с. Вилев, с. Дзем'яновіче, с. Бешце, с. Вигодна, с. Круховка, с. Забруже, с. Сцепановка, с. Маринна, с. Лівантова, с. Романовиче;
- волость Пшедсожска (перед р. Сож) — с. Волковиче, с. Заліпе, с. Красна, с. Мілча, с. Беліца, с. Івановка, с. Рендов, с. Макєєвка, с. Бобовичі, с. Жеребна.

## Старости і намісники
Староство — це державний маєток, який давав великий князь або король на тимчасове користування феодалам як натуральну пенсію за службу.
На посаді гомельських старост відомі:
- У 1535-1536 — Олександр Андрійович Каширський[3]
- У 1536-1541 — Василь Юрійович Толочинський[3]
- У 1541-1543 рр. — Ян Дорошкевич
- У 1543–1547 рр. — державця гомельського замку Ян Хрщонович[4][3].
- У 1547–1552 рр. — староста Оникій Остафійович Горностай[5][6];
- у 1572–1582 рр. — Сапіга Богдан Павлович;
- з 1610–1611 рр. — Андрій Сапега і Павло Стефан Сапега[2];
- з 1635 р. — Олександр Слушка (Служка) воєвода Мінський і його син Зігмунт Адам Слушка;
- 1667 р. — Михайло Казимир Радзивілл;
- до 1730 р. — Красінський, підканцлер литовський;
- у 1730 р. — князь Михайло Чарторийський.
- У 1775–1796 рр. — Петро Олександрович Рум'янцев-Задунайський[3]